# 945
Évszázadok: 9. század – 10. század – 11. század
Évtizedek: 890-es évek – 900-as évek – 910-es évek – 920-as évek – 930-as évek – 940-es évek – 950-es évek – 960-as évek – 970-es évek – 980-as évek – 990-es évek
Évek: 940 – 941 – 942 – 943 –  944 – 945 – 946 – 947 – 948 – 949 – 950

## Események

### Európa
- Miután az előző decemberben megdöntötték apjuk, Rómanosz uralmát, a két bizánci társcsászár, Sztephanosz és Kónsztantinosz Lekapénosz januárban sógorukat, Bíborbanszületett Konstantint is megpróbálják félreállítani, de a nép tüntetve fejezi ki szimpátiáját a trón jogos tulajdonosa mellett. A hónap végén Konstantin felesége, Helené Lekapéné támogatásával lefogatja és kolostorba záratja sógorait és 39 évesen, miután szinte egész életét mellőzve töltötte, végre egyedül ülhet a birodalom trónján. A kormányzást feleségére és a Phókasz családra bízza, maga pedig irodalmi tevékenységének szenteli idejét.
- Bíborbanszületett Konstantin húsvétkor társuralkodóvá koronáztatja 8 éves fiát, II. Rómanoszt.
- A száműzött Berengár ivreai őrgróf zsoldoscsapattal visszatér Itáliába és legyőzi Hugó király seregét. Hugó Provence-ba menekül, míg az itáliai nemesség fiát, a 19 éves II. Lothárt (aki formálisan 931 óta társuralkodó volt apja mellett) ismeri el királyként. A tényleges hatalom azonban Berengár kezében marad.
- A lázongó főurakkal küzdő IV. (Tengerentúli) Lajos nyugati frank király Laonban gyakorlatilag őrizetbe veszi a 13 éves Richárd normandiai herceget, de amikor Normandiába megy, az ottani nemesség foglyul ejti a királyt. A herceg szabadon engedéséért cserébe átadják Lajost a leghatalmasabb főúrnak, Nagy Hugó hercegnek, aki továbbra is őrizetben tartja a királyt. Lajos így abba a helyzetbe kerül, mint apja, Együgyű Károly, akit évekig fogva tartott Vermandois-i Herbert gróf.
- Igor kijevi fejedelmet a drevljánok megölik amikor különadót próbál kizsarolni belőlük. Utódja három éves fia, Szvjatoszláv, aki helyett tényleges fejedelemasszonyként anyja, Olga kormányoz. Olga megtorló hadjáratot indít a drevljánok ellen.
- Meghal I. Krešimir horvát király. Utóda fia, Miroslav, azonban az ő öccse, Mihajlo Krešimir fellázad ellene.
- Edmund angol király feldúlja a vikingekkel szövetkező Strathclyde királyságát és átadja annak területét (Cumberlandot és Westmorlandot) Malcolm skót királynak.
- III. Abd al-Rahmán córdobai kalifa beköltözik új palotavárosába, Medina Azaharába.

### Abbászida Kalifátus
- Meghal Tuzun kormányzó ("emírek emírje"). A pozíciójáért folyó harcban a perzsa Bújidák képviselője, Muizz al-Daula lesz a győztes, aki legyőzi a moszuli Hamdánidákhoz tartozó Nászir al-Daulát. Ezzel Bagdad és az abbászida bábkalifák több mint száz évre a Bújidák uralma alá kerülnek.

### Észak-Afrika
- Az Abu Jazíd vezette berber lázadók januárban ostrom alá veszik a Fátimidák fővárosát, al-Mahdíját. A város azonban kikötőjén át folyamatosan kap utánpótlást és a parasztokból álló felkelő hadsereg lassan szétszéled, így szeptemberben felhagynak az ostrommal. A megszállt városok (amelyek szunnita lakossága kezdetben szimpatizált a síita Fátimidák elleni harccal) is több helyen kiűzik a felkelőket.

### Távol-Kelet
- Kínában a Déli Tang-dinasztia állama legyőzi és annektálja Min királyságát, a kapituláló királynak, Vang Jan-csengnek főnemesi címet és hadvezéri rangot adva.
- Koreában az ekcémájára kapott gyógyszer okozta higanymérgezésben meghal Hjedzsong korjói király. Trónját fia helyett a hatalmat erőszakkal megszerző öccse, Csongdzsong örökli.

## Születések
- Fleuryi Szent Abbo, francia apát
- Aquitániai Adelheid, Hugó francia király felesége
- Al-Makdiszí, arab földrajztudós
- Al-Szidzsí, perzsa matematikus és csillagász
- VI. Erik, svéd király
- Júda ben Dávid Hajjudzs, zsidó grammatikus
- Tróndur í Gøtu, feröeri viking hadúr

## Halálozások
- június 30. – Ki no Curajuki, japán költő
- október 23. – Hjedzsong, korjói király
- Al-Hamdání, arab földrajztudós
- I. Igor, kijevi fejedelem
- I. Krešimir, horvát király

## Fordítás
- Ez a szócikk részben vagy egészben  a(z)   945 című angol Wikipédia-szócikk ezen változatának fordításán alapul.  Az eredeti cikk szerkesztőit annak laptörténete sorolja fel. Ez a jelzés csupán a megfogalmazás eredetét és a szerzői jogokat jelzi, nem szolgál a cikkben szereplő információk forrásmegjelöléseként.